# Avenida Diagonal

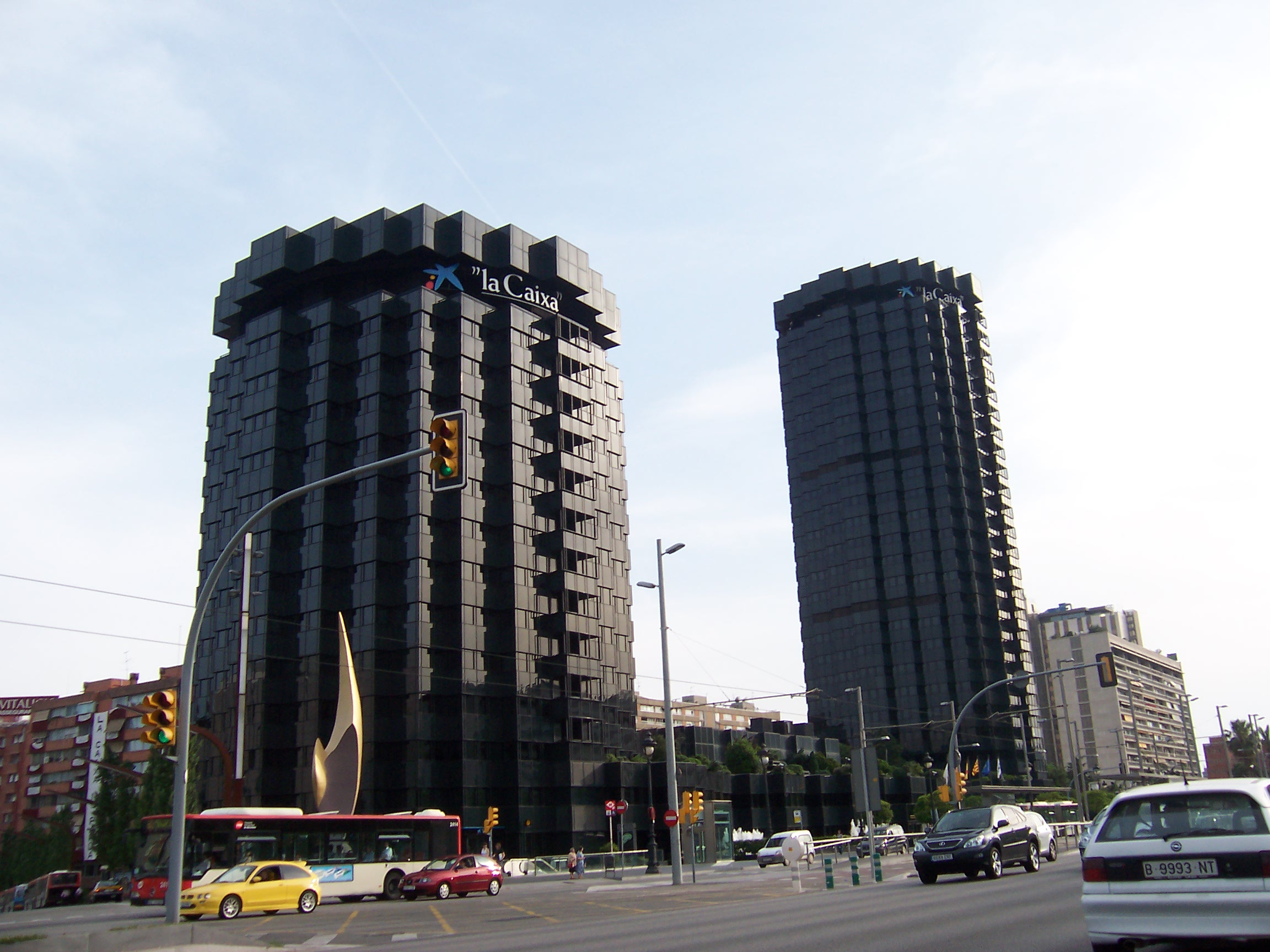
Edifício da "La Caixa" na Avenida Diagonal.

A Avenida Diagonal (em catalão Avinguda Diagonal) é uma das maiores e mais importantes avenidas de Barcelona, cortando o centro da cidade (o bairro de Eixample) em duas partes, diagonalmnte em relação à costa, de onde provém o seu nome.

## Descrição
Projectada pelo engenheiro e urbanista catalão Ildefons Cerdà como uma das vias principais da cidade, juntamente com a Avenida Meridiana, cortam oblicuamente a quadricula do bairro de Eixample. As duas avenidas encontram-se na Plaza de las Glorias Catalanas, e juntamente com a Gran Via de les Corts Catalanes, também desenhadas por Cerdà, criando uma centralidade.
A avenida começa no Distrito de Sant Martí, cerca de San Adrián del Besós, Ronda del Litoral à beira mar, e cruza diagonalmente a cidade na direcção de Lérida e Madrid, terminando na Ronda de Dalt.
Com uma largura constante de 50 m, e 11 km de comprimento, tem em quase toda a sua extensão um passeio central para peões.
Ao longo da avenida encontram-se todo o tipo de lojas e escritórios, sendo uma zona preferencial para o comércio.